# سانت هيلينا
سانت هيلينا (بالإنجليزية: Saint Helena)‏ جزيرة تقع في المحيط الأطلسي تابعة لبريطانيا. سميت نسبة إلى القديسة هيلينا وتتميز بأنها جزيرة بركانية، الجزيرة مشهورة بسبب نفي نابليون بونابرت إليها منذ عام 1815 حتى وفاته 1821. يعتبر منزل لونجوود حيث أقام نابليون ووادي سين (Sane Valley) حيث دُفن ملك الحكومة الفرنسية منذ عام 1858. ويتبع سانت هيلينا كلاً من جزيرة إسينسيون وتريستان دا كونيه.

## التاريخ
تم اكتشاف الجزيرة في 21 مايو 1502 بواسطة الملاح البرتغالي(João da Nova)و سماها على اسم القديسة هيلينا. كانت الجزيرة غير مأهولة بالسكان وبمرور الوقت أقام البرتغاليون كنيسة وبعض البيوت واستقدموا الماعز لتربيتها على الجزيرة كمصدر للحوم.
أصبح توماس كافيندش(Thomas Cavendish) أول إنجليزي يطأ أرض الجزيرة في رحلته الاستكشافية عام 1591. ثم صارت الجزيرة معروفة منذ عام 1600 لدى البحارة من البرتغال، إنجلترا، فرنسا وهولندا حيث استخدموا الجزيرة كمكان للحصول على المؤن .

## السكان
يسكن سانت هيلينا بضعة آلاف من السكان ينحدر معظمهم من غرب وجنوب أفريقيا، الجزر البريطانية وإسكندنافيا وينقسم السكان إلى 50% من الأفارقة السود و 25% من الصين يين و 25% من البيض. في العقود الأخيرة هاجر العديد من السكان إلى جزر فوكلاند أو المملكة المتحدة. طبقاً للكتاب السنوي 2007 لشهود يهوه فإن سانت هيلينا لديها أكبر نسبة من شهود يهوه مقارنةً بأي منطقة في العالم.
يُعد سكان تريستان دا كونيه حوالي 300 نسمة ينحدر معظمهم من أصول بريطانية، والديانة المسيحية هي الديانة السائدة مع وجود أكبر طائفتين من الانغليكانية والكاثوليك.
أما جزيرة إسينسيون فتُعتبر رسمياً بلا سكان أصليين ويسكن الجزيرة حوالي 3000 فرد معظمهم من العسكريين الأمريكان والبريطانيين، يدعمهم مجموعة من المتعهدين المحليين يقومون بخدمة القاعدة الجوية الأنجلو-أمريكية المشتركة وعائلات الجنود.
يحمل مواطنو سانت هيلينا والجزر التابعة صفة مواطني المناطق البريطانية عبر البحار وفي 21 مايو 2002 ومنحوا المواطنة البريطانية الكاملة.

## الاقتصاد
حتى عام 1966 كان لدى الجزيرة اقتصاد يعتمد على تصنيع الكتان النيوزيلاندي وحالياً تعتمد الجزيرة كلياً على المساعدات التي تقدمها لندن لها.
تقوم صناعة السياحة في سانت هيلينا على أساس الدعاية كونها منفى نابليون ويوجد بها ملعب غولف.
تنتج سانت هيلينا ما يفترض بأنها أغلى قهوة في العالم.
يُعد جنيه سانت هيلينا العملة المحلية وهو مساوي للجنيه الإسترليني. وتنتج حكومة سانت هيلينا العملات المعدنية والأوراق المالية الخاصة بها، وأول عملة صدرت هي نصف بنس بواسطة شركة الهند الشرقية عام 1821.
تملك المنطقة بنك خاص يها هو بنك سانت هيلينا الذي يملك فرعين أحدهما بجيمس تاون العاصمة والآخر بجورج تاون في جزيرة اسينسيون.

## الجغرافيا

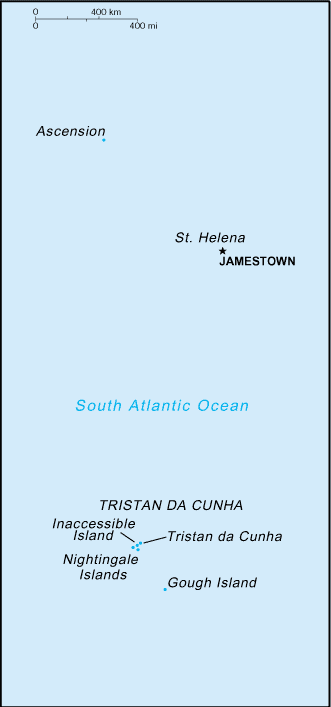
خريطة لسانت هيلينا واسينسيون وتريستان دا كونيه

مساحة سانت هيلينا الكلية 410 كم2 مكونة من ثلاث مجموعات من الجزر: سانت هيلينا، إسينسيون وتريستان دا كونيه كل مجموعة لديها صفات جغرافية مميزة لها.

### اسينسيون
تتضمن إسينسيون الجزيرة الرئيسية بالإضافة إلى العديد من الجزر الصغيرة للغاية وغير المأهولة بالسكان وتحتوي على الصخور.

### تريستان دا كونا
تتضمن جزيرة تريستان دا كونا الرئيسية، أبعد الجزر المأهولة بالسكان في العالم، بالإضافة إلى العديد من الجزر غير المأهولة بالسكان مثل جزيرة غوف (Gough Island)، انكسسيبل(Inaccessible Island) وجزر ثري نايتنجيل (three Nightingale Islands). معظمها جزر جبلية وبركانية وتوجد أعلى قمة بجزيرة تريستان دا كونا باسم كوين ماري (2,062 متر).

### العزلة
تُعد جزيرة سانت هيلينا واحدة من أكثر المناطق عزلة في العالم حيث تبعُد أكثر من 2,000 كم من أقرب قطعة أرض يابسة وحيث أنه أنشئ مطار بالجزيرة لكنهُ واجه عقبات تشغيلية تمثلت في سرعة الرياح التي تهب في اتجاهات مختلفة مما يشكِل خطراً على الرحلات التجارية وقد تقرر تأجيل افتتاح المطار في مايو 2016 حتى يتم إيجاد حلول لمشكلة هبوب الرياح التي تؤثر على توازن الطائرات.

## التقسيم الإداري
تقسم سانت هيلينا إدارياً إلى ثلاث مناطق كالتالي
| المجموعة         | النوع                  | المساحة كم² | المساحة ميل² | التعداد | العاصمة   |
| ---------------- | ---------------------- | ----------- | ------------ | ------- | --------- |
| سانت هيلينا      | المنطقة الإدارية       | 122         | 47           | 3,751   | جيمس تاون |
| إسينسيون         | جزر تابعة لسانت هيلينا | 88          | 34           | 1,122   | جورج تاون |
| تريستان دا كونيه | جزر تابعة              | 200         | 77           | 284     | إيدينبرغ  |
| المجموع          |                        | 410         | 158          | 6,563   | جيمس تاون |

كما تقسم سانت هيلينا إلى الأحياء التالية
| اسم الحي                        | المساحة كم² | المساحة ميل² | التعداد (1998) |
| ------------------------------- | ----------- | ------------ | -------------- |
| الارم فورست (Alarm Forest)      | 5.9         | 2.3          | 279            |
| بلو هيل (Blue Hill)             | 36.5        | 5.9          | 175            |
| هاف تري هولو (Half Tree Hollow) | 1.6         | 0.6          | 1,126          |
| جيمس تاون (Jamestown)           | 3.6         | 5.9          | 864            |
| ليفيلوود(Levelwood)             | 14.0        | 5.4          | 373            |
| لونغوود(Longwood)               | 33.4        | 12.9         | 951            |
| ساندي باي(Sandy Bay)            | 15.3        | 5.9          | 254            |
| سانت باولز (Saint Paul's)       | 11.4        | 4.4          | 893            |
| المجموع                         | 121.7       | 47.0         | 4,915          |

## السياسة
تتمثل السلطة التنفيذية في الملك تشارلز الثالث ويقوم بممارستها نيابةً عنه محافظ سانت هيلينا الذي يعينه الملك بناء على ترشيح الحكومة البريطانية وتظل شئون الدفاع والعلاقات الخارجية من اختصاص المملكة المتحدة.
يوجد مجلس تشريعي أحادي يتكون من 15 مقعد يتم تعيين 12 عضو فيه بالانتخابات التي تقام كل أربع سنوات أما المقاعد الثلاثة الأخرى هم المحافظ وضابطين بحكم منصبهم، أما المجلس التنفيذي يتكون من الحاكم والضابطين و 6 من الأعضاء المنتخبين بالمجلس التشريعي يعينهم المحافظ، ويتصرف المحافظ على أساس أنه رئيس الحكومة. المحافظ الحالي هو مايكل كلانسي.

## منفيون للجزيرة
بعد عام 1695م استخدمها البريطانيون كمنفى لمساجينهم الذين كانوا يأتون بهم من قارة أفريقيا ومن باقي المستعمرات البريطانية، كما نفي فيها نابليون بونابرت وتوفي فيها في عام 1821م، كما سجن البريطانيون فيها كبار البويريين من عام 1888م إلى عام 1906م وبعدد كبير منهم، ثم سجنوا فيها كثير من زعماء القبائل الأفريقية من جنوبها وغربها ووسطها، وسجن فيها كذلك ابن عم سلطان زنجبار وحاشيتهِ إذ قضى بالجزيرة خمس سنوات كما نفي فيها ثلاثة من أعضاء هيئة الاتحاد الوطني بالبحرين في مارس/ آذار عام 1956م وهم: عبد العزيز الشملان وعبد علي العليوات وعبد الرحمن الباكر، وأطلق سراحهم في عام 1961م.

## المواصلات
أعلنت الحكومة البريطانية عن خطط لإنشاء مطار بجزيرة سانت هيلينا في مارس 2005 ومن المتوقع الانتهاء منه بحلول عام 2010، وقد هبطت أول رحلة فيه في مايو 2016 وقد واجهت رياح عاتية وتمكن الطيار من الهبوط بالطائرة بصعوبة بالغة.

## وصلات خارجية
- التراث الوطنى لسانت هيلينا
- الموقع الرسمي لحكومة سانت هيلينا
- راديو سانت إف إم